# アンリ2世 (フランス王)
アンリ2世（Henri II de France、1519年3月31日 - 1559年7月10日）は、ヴァロワ朝第10代のフランス王（在位：1547年 - 1559年）。
フランソワ1世と王妃クロード・ド・フランス（ルイ12世の王女）の次男。メディチ家出身のカトリーヌ・ド・メディシスを王妃とした。しかし、カトリーヌが嫁ぐ前から家庭教師であったディアーヌ・ド・ポワチエと長く愛人関係にあり、王妃とは不仲であったといわれる。

## 生涯
フランソワ1世の次男として生まれた。兄にフランソワ（ブルターニュ公）、姉にルイーズ、シャルロット、弟妹にマドレーヌ（スコットランド王ジェームズ5世妃）、シャルル（オルレアン公）、マルグリット（サヴォイア公エマヌエーレ・フィリベルト妃）がいた。兄フランソワが1536年にジュ・ド・ポーム（球戯の一種）の後に急死すると、次男のアンリがドーファン（王太子）の称号を得た。
1547年に王位に就くと父の対外積極政策を継承して、ハプスブルク家の神聖ローマ皇帝兼スペイン王カール5世と争い、1552年にザクセン選帝侯モーリッツとシャンボール条約を結んでメス、トゥール、ヴェルダンを占領した。カール5世の息子のスペイン王フェリペ2世とも争ったが、既にイタリアにおけるハプスブルク家の優位は動かなかった。1559年のカトー・カンブレジ条約でフランスはイタリアへの権利を放棄し、イタリア戦争は終結した。
カトー・カンブレジ条約に関連し、アンリ2世の妹マルグリットとサヴォイア公エマヌエーレ・フィリベルト、アンリ2世の娘エリザベートとスペイン王フェリペ2世が、それぞれ結婚することが定められた。1559年6月30日、その祝宴の一環で行われたモンゴムリ伯との馬上槍試合において、アンリ2世は偶発的に右目を貫かれた。この治療に当たって、国王附きの筆頭侍医ジャン・シャプランは名医アンブロワーズ・パレを呼んだ。パレは治療法の検討のために死刑囚4人を殺させ、自ら槍で目を突き、アンリ2世と同じ状況を作り、どうなるのか試したとも言われる。実証と実験を重視したパレらしい逸話だが、後世の創作とみられている。また、サヴォイア公はフェリペ2世に解剖医アンドレアス・ヴェサリウスの派遣を依頼し、フェリペ2世も応諾した（ヴェサリウスは7月3日に到着した）。
しかし、こうした周囲の努力も空しく、アンリ2世はこの傷が原因で7月10日に没した。この件は、ルーカ・ガウリコやノストラダムスといった同時代の占星術師たちの予言の的中例という形で言及されることがしばしばある。ただし、実際にそのように見なせるかは議論の余地がある（ミシェル・ノストラダムス師の予言集#百詩篇第1巻35番を参照）。
アンリ2世死後のフランスは、カトリックとプロテスタントの抗争で内戦状態（ユグノー戦争）になる。

## 子女
王妃カトリーヌとの間に10人の子女をもうけた。
- フランソワ2世（1544年 - 1560年） - フランス王
- エリザベート（1545年 - 1568年） - スペイン王フェリペ2世妃
- クロード（1547年 - 1575年） - ロレーヌ公シャルル3世妃
- ルイ（1549年 - 1550年） - オルレアン公
- シャルル9世（1550年 - 1574年） - フランス王
- アンリ3世（1551年 - 1589年） - ポーランド王、後にフランス王
- マルグリット（1553年 - 1615年） - ナバラ王・フランス王アンリ4世妃
- フランソワ（1555年 - 1584年） - アンジュー公
- ジャンヌ（1556年） - ヴィクトワールと双子
- ヴィクトワール（1556年） - ジャンヌと双子

また3人の庶出子をもうけた。
- ディアーヌ（1538年 - 1619年：フィリッパ・ドゥーチ所生） - アングレーム女公
- アンリ・ダングレーム（1551年 - 1586年：フレミング卿夫人ジャネット所生） - フランス大修道院長、プロヴァンス州知事、アングレーム公
- アンリ・ド・サン＝レミ（1557年 - 1621年：ニコル・ド・サヴィニー所生、認知なし）